# كنوت اينار إريكسن
كنوت اينار إريكسن (بالنرويجية البوكمول: Knut Einar Eriksen)‏ هو مؤرخ نرويجي، ولد في 31 يوليو 1944.